# Mondéjar

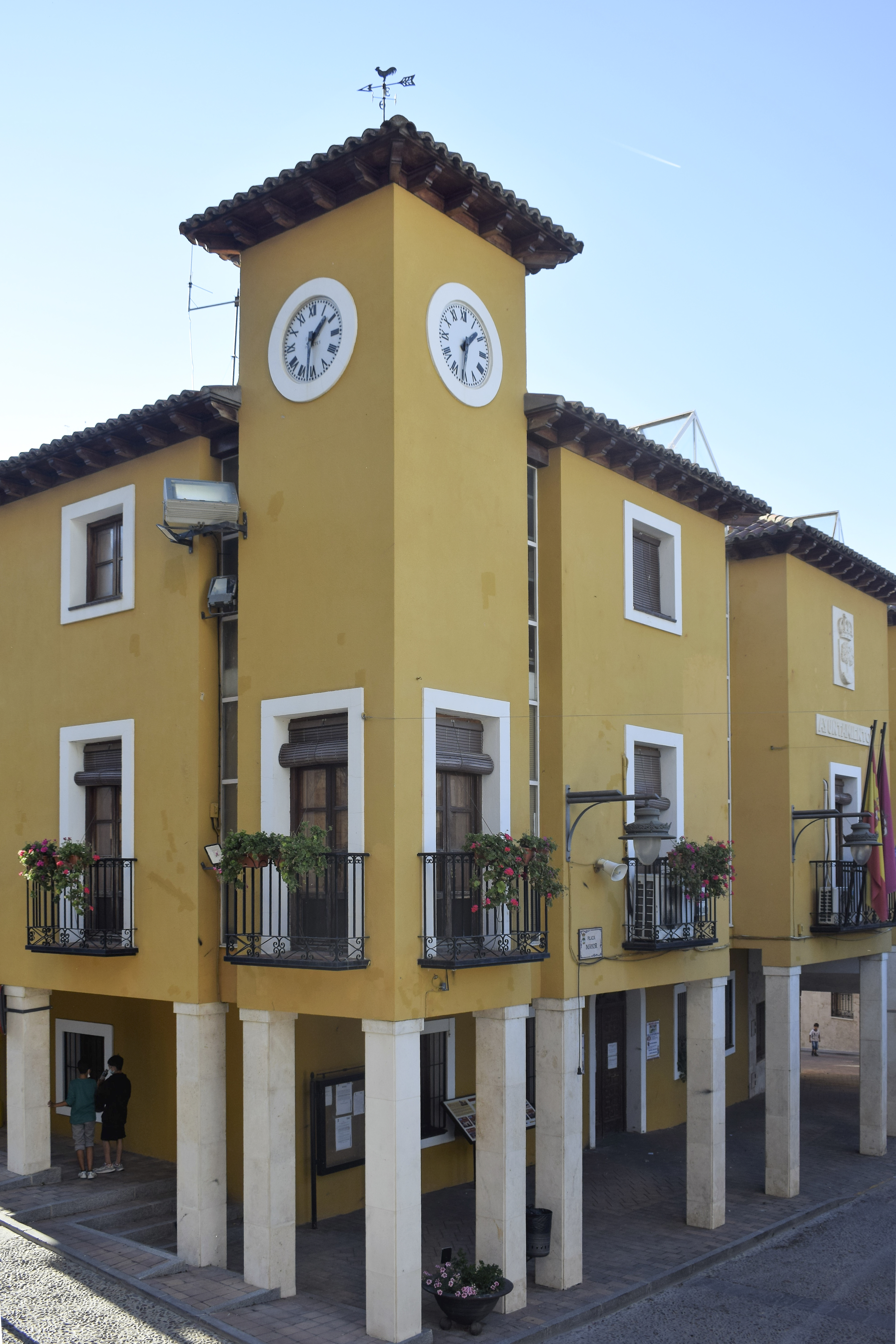
Ayuntamiento

Mondéjar es un municipio y localidad española de la provincia de Guadalajara, en la comunidad autónoma de Castilla-La Mancha. El término municipal, con una población de 2900 habitantes (INE 2024), está localizado en la comarca de La Alcarria. Es conocido por su actividad vinícola.

## Geografía

### Ubicación
| Noroeste: Ambite           | Norte: Fuentenovilla                         | Nordeste: Conchuela (Almoguera) |
| Oeste: Ambite              |                                              | Este: Albares                   |
| Suroeste: Orusco de Tajuña | Sur: Valdehormeña (Almoguera) y Brea de Tajo | Sureste: Mazuecos y Driebes     |

## Historia
Hacia mediados del siglo XIX, la villa tenía contabilizada una población de 2224 habitantes.Aparece descrita en el decimoprimer volumen del Diccionario geográfico-estadístico-histórico de España y sus posesiones de Ultramar de Pascual Madoz de la siguiente manera:

MONDEJAR: v. con ayunt. en la prov. de Guadalajara (6 leg.), part. jud. de Pastrana (3), aud. terr. de Madrid (10), c. g. de Castilla la Nueva, dióc. de Toledo (18) sit. en la ladera de un cerro, con buena ventilacion y clima sano. Tiene 577 casas; la consistorial, en cuyo piso bajo está la cárcel; un palacio del marques de Bélgida; un hospital para los enfermos pobres de la v.; sus rentas ascienden á 2,000 rs.; dos pósitos, uno nacional y otro pío para auxiliar á los labradores; 2 escuelas de instruccion primaria, una de niños y otra de niñas, pagadas ambas de los fondos de una obra pia fundada al efecto; una fuente de aguas salobres; una igl. parr. (Santa María Magdalena) servida por un cura, 2 beneficiados y un capellan; un cementerio sit. en posicion que no ofende á la salubridad pública; fuera de la pobl. se encuentran dos fuentes de buenas aguas y las ruinas de un ant. castillo. térm.: confina con los de Fuentenovilla, Albares, Pozo de Almoguera, Orusco y Ambite; dentro de él se encuentran 2 ermitas (San Pedro y el Santísimo Cristo del Calvario), el desp. de Querencia y varios manantiales de buenas aguas; el terreno participa de quebrado y vega, fertilizada esta por un arroyuelo que se forma por las fuentes del térm. y por el r. Tajuña, cuyo paso facilita un puente de piedra con un arco; hay monte de encina y roble pero se halla muy destruido. caminos: los que conducen á los pueblos limítrofes. correo: se recibe y despacha en la estafeta de Villarejo de Salvanés por un cartero. prod.: trigo puro, tranquillon, cebada, avena, almortas, garbanzos, lentejas, judías, hortalizas, vino, aceite, leñas de combustible y buenos pastos, con los que se mantiene ganado lanar, cabrío, mular y asnal; hay caza de liebres, perdices y conejos. ind.: la agrícola, un molino harinero, 5 aceiteros, una caldera de jabon, una fábrica de chocolate y la arriería, á la que se dedican muchos vecinos. comercio: esportacion del sobrante de frutos y ganados, é importacion de los art. que faltan; hay una tienda de ropas y otros géneros al por mayor y 5 al por menor, en las que se encuentran los mismos géneros, legumbres y otros comestibles; los lunes de cada semana hay mercado de cereales, legumbres y hortalizas; y el 30 de noviembre se celebra una feria en la que se vende quincalla, paños, aperos de labor, albarcas y comestibles. pobl.: 556 vec., 2,224 alm. cap. prod.: 13.681,667 rs. imp.: 781,350. contr.: 68,844. presupuesto municipal: 7,000; se cubre con los propios y arbitrios y reparto vecinal.
(Madoz, 1848, p. 486)

## Demografía
Mondéjar cuenta con una población de 2900 habitantes (INE 2024).
| Gráfica de evolución demográfica de Mondéjar entre 1842 y 2021                                                      |
| |
| Población de derecho según los censos de población del INE Población de hecho según los censos de población del INE |

## Patrimonio

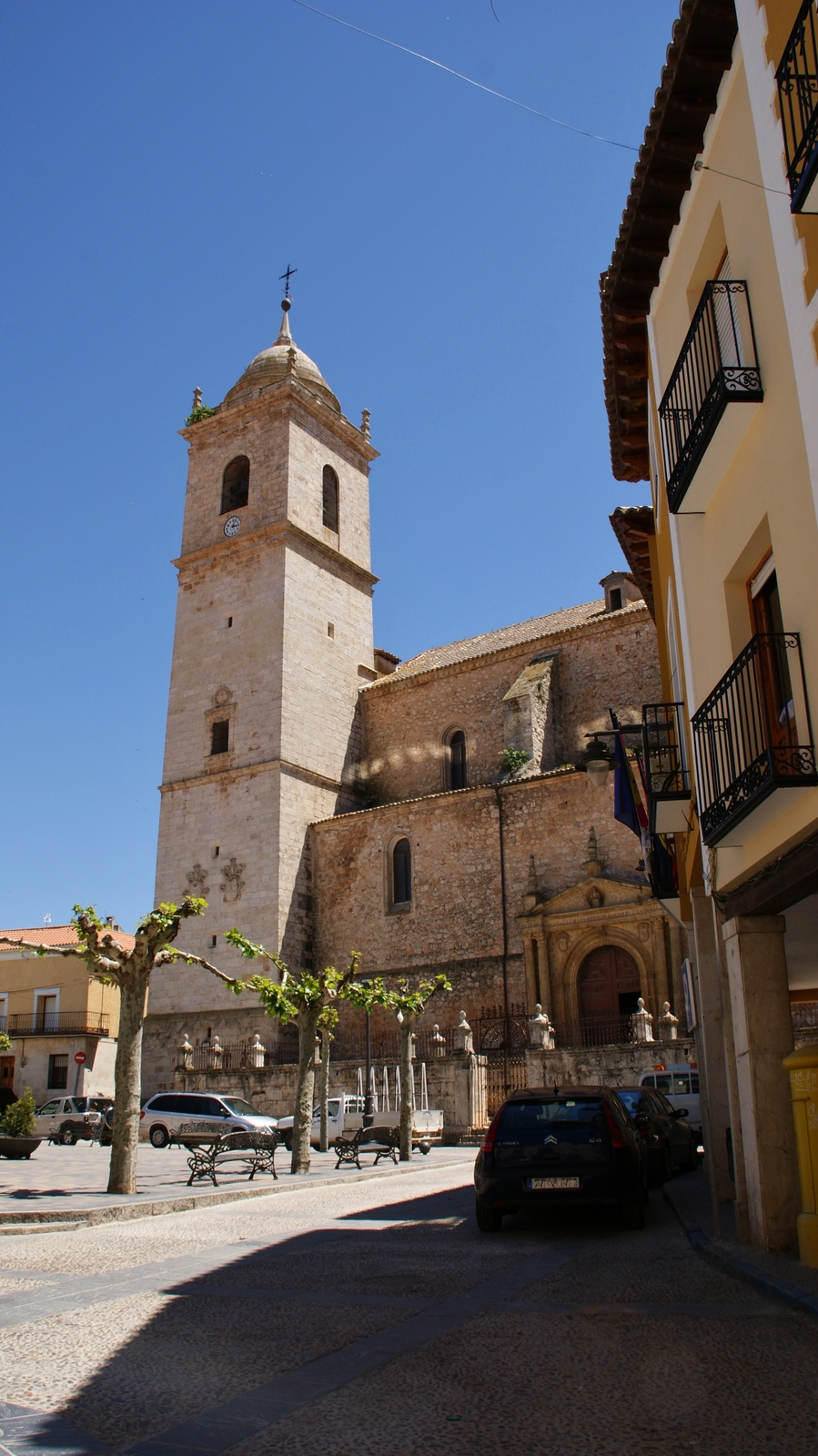
Iglesia de Santa María Magdalena

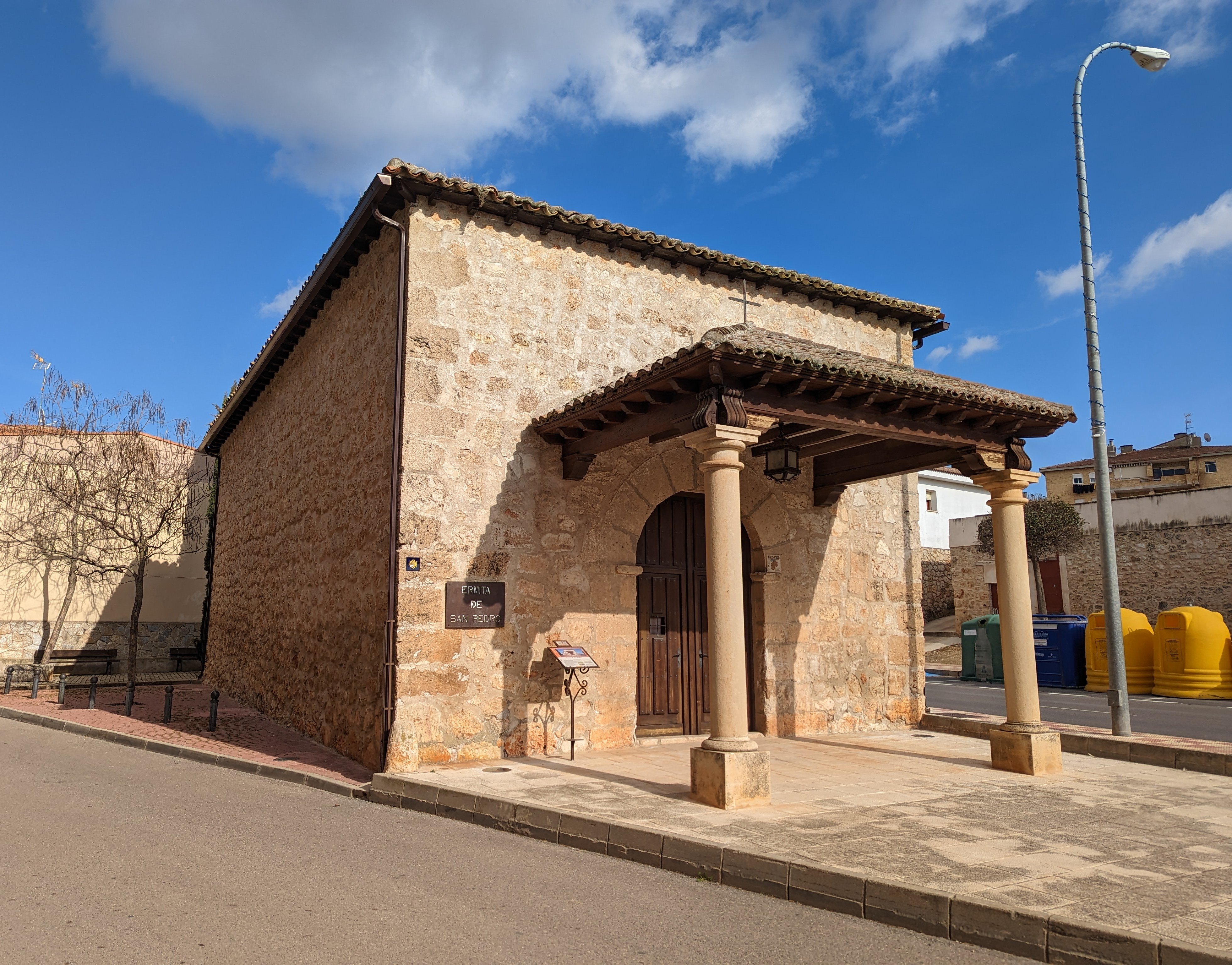
Ermita de San Pedro

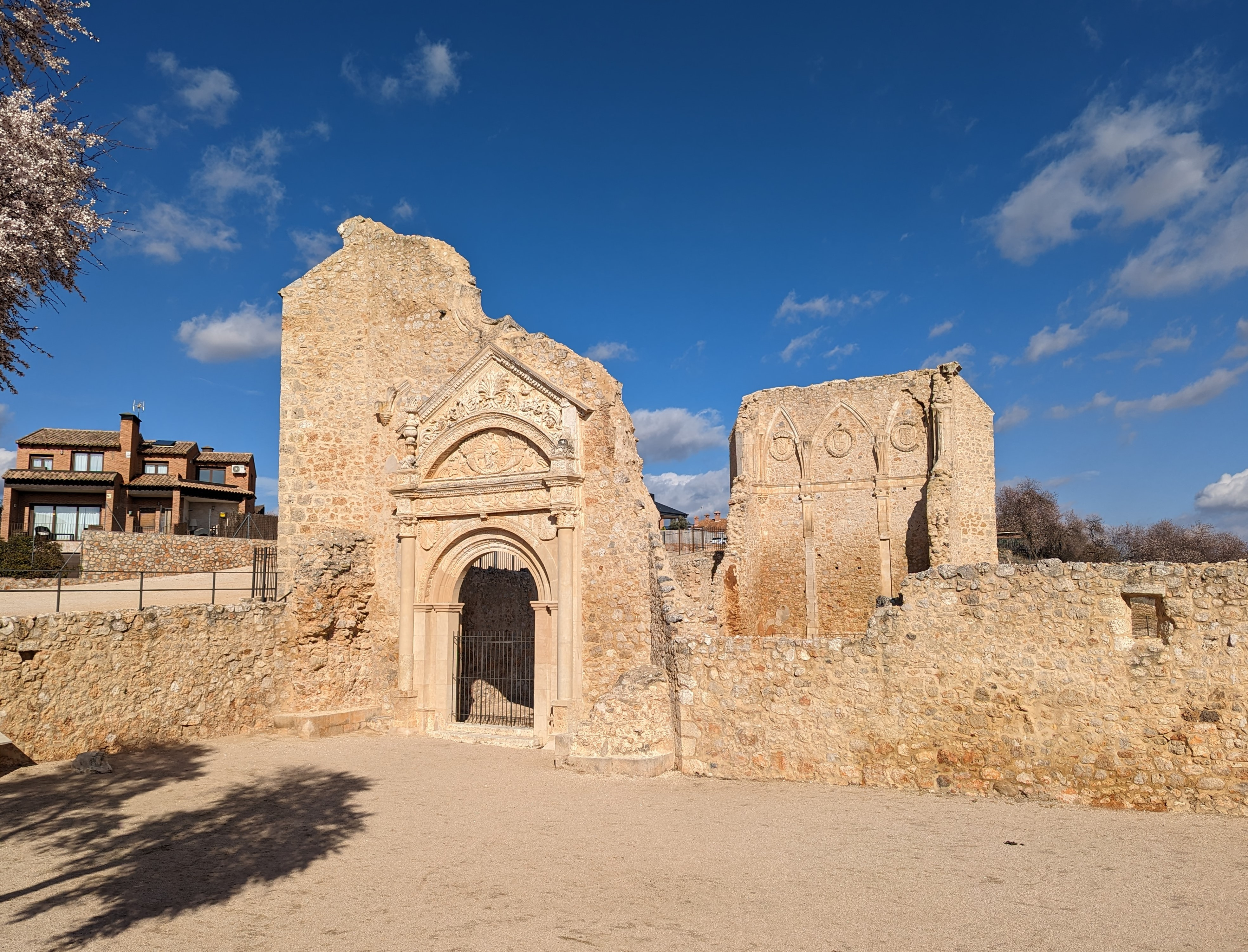
Ruinas del convento de San Antonio

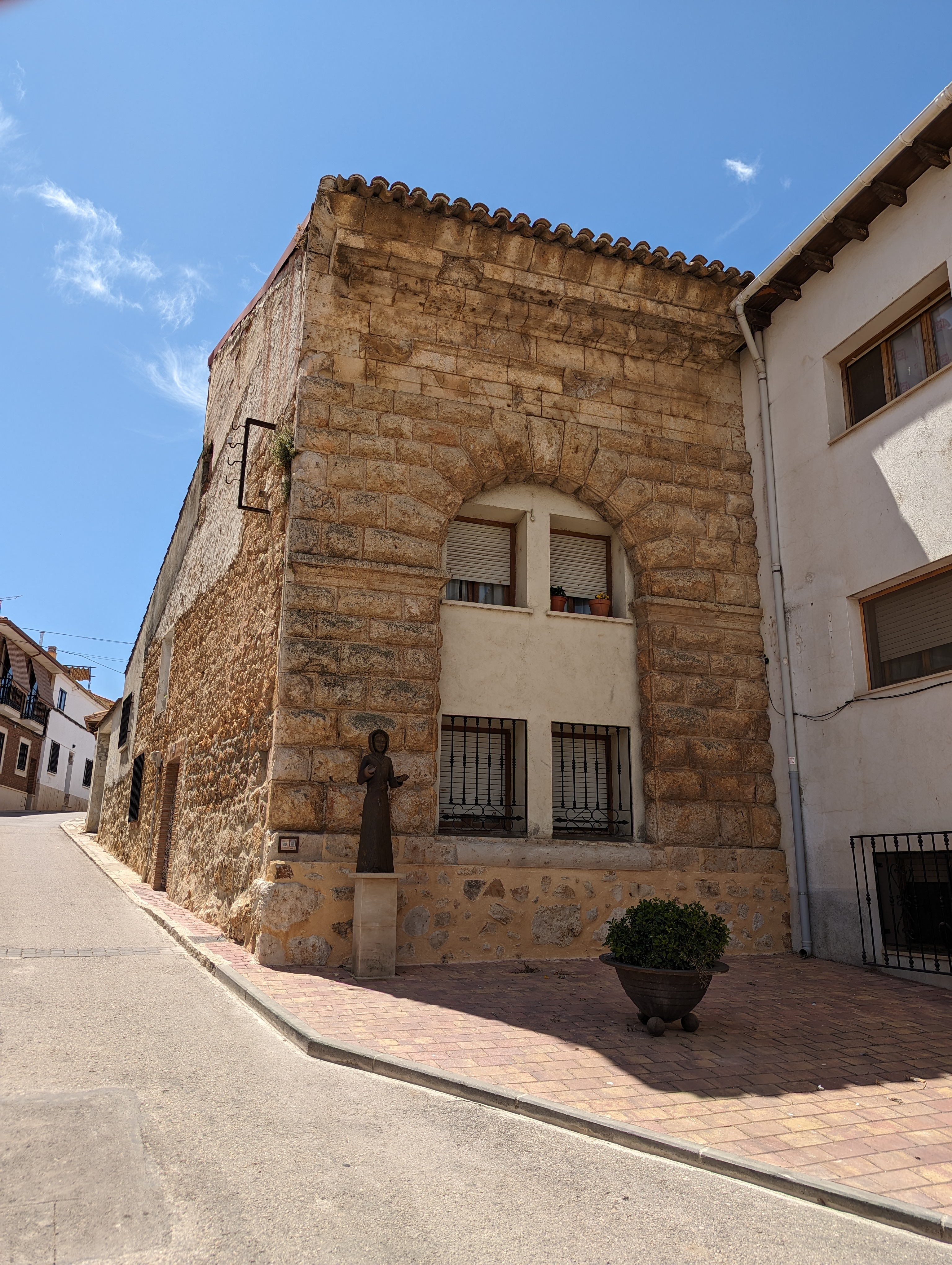
Restos del palacio de los Mendoza

- Iglesia de Santa María Magdalena.[1] Obra de Cristóbal y Nicolás Adonza, mezcla de los estilos gótico y renacentista, está situada en la plaza Mayor y poseía un magnífico retablo del siglo XVI, destruido durante la última guerra civil y recreado por suscripción popular a finales del siglo XX. Declarada monumento histórico artístico nacional el 3 de junio de 1931.[3][4]
- Ermita de San Pedro,[1] situada en la carretera y junto al cuartel de la Guardia Civil.
- Ermita de San Sebastián y cripta de Los Judíos, situada a las afueras de la localidad.
- Ruinas del convento de San Antonio. Construido entre 1489 y 1509 a expensas del II conde de Tendilla, las ruinas que hoy pueden contemplarse formaron parte en su día de una de las primeras construcciones renacentistas realizadas en España, obra de Lorenzo Vázquez. Declaradas Bien de Interés Cultural.[5]

## Fiestas
- Semana cultural, en julio.
- Fiestas patronales del Santísimo Cristo del Calvario, en septiembre.

Las fiestas patronales del Santo Cristo del Calvario comienzan el día 13 de septiembre y tienen una duración de seis días. En estas fiestas hay festejos taurinos y la pólvora acompaña muchos de sus actos principales.
El día 13 de septiembre es el día principal de las fiestas. Ese día se celebra la procesión del Santísimo Cristo del Calvario (declarada de interés turístico provincial) que consiste en el traslado de la imagen religiosa desde la ermita de San Sebastián hasta la iglesia se Santa María Magdalena. A las 21:00 horas la imagen del Santo Cristo del Calvario sale de la ermita de San Sebastián y, tras sonar los acordes del himno nacional, se tiran un montón de cohetes a la vez durante más de dos minutos en un espectáculo digno de ver. Después la procesión va camino de la iglesia parroquial de Santa María Magdalena, y al paso de ella se suceden cohetes de colores y tracas. Al llegar al arco de la villa (antigua puerta de la muralla del pueblo) se canta el himno del Santo Cristo. Una vez acabada la procesión, el siguiente acto de importancia es el espectáculo pirotécnico que anuncia el inicio de las fiestas («la pólvora») que es pasada la medianoche.
Después las charangas amenizan en la plaza la previa de la suelta de los toros de pólvora. A las 03:00 horas del día 14 empiezan los «correpiés» —que es como se conoce aquí a los cohetes borrachos o carretillas—, una tradición importada del Levante hace casi cien años y que sigue contando con una importante participación.
Los demás días se suceden todo tipo de actos como desfiles de comparsas y carrozas, concursos de todo tipo (descenso de patinetas, cocina...), así como torneos deportivos entre peñas, torneos de naipes, etc. También se celebran actos para niños y para la tercera edad.
Los actos taurinos consisten en encierros (diurnos y nocturnos) y festejos en la plaza de toros (corridas, novilladas, festivales, rejones).